# Forest Lawn Memorial Park (Hollywood Hills)

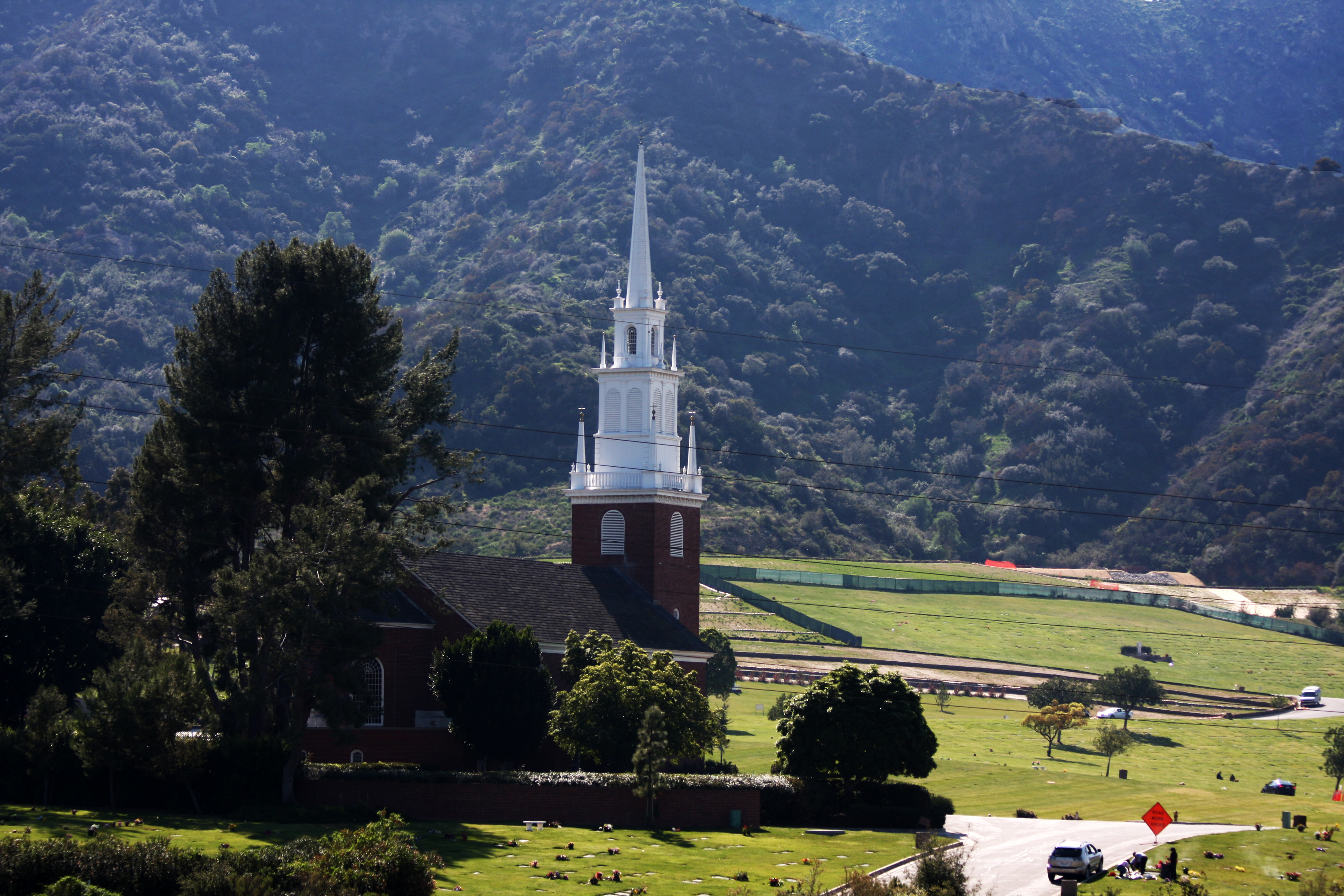
Forest Lawn Memorial Park in Hollywood Hills

Forest Lawn Memorial Park, ook bekend als Forest Lawn - Hollywood Hills Cemetery, is een Amerikaans kerkhof dat deel uitmaakt van het Forest Lawn Memorial-Parks & Mortuaries. Het kerkhof is gelegen in de Hollywood Hills. Op het kerkhof liggen tal van beroemdheden uit met name de filmindustrie van Hollywood begraven, alsmede bekende schrijvers, zangers en andere personen.
Het Memorial Park is tevens bedoeld ter behoud van de Amerikaanse geschiedenis. Zo vindt er jaarlijks een Veterans Day-ceremonie plaats.

## Geschiedenis
Het eerste Forest Lawn werd opgericht in 1906 in Glendale. Het werd ontworpen door Dr. Hubert Eaton, die van mening was dat de meeste kerkhoven onaantrekkelijke verzamelingen van stenen graven waren. Hij wilde van Forest Lawn een kerkhof maken dat meer aansloot bij zijn positieve geloof in een leven na de dood.
Voordat het officieel een kerkhof werd, was Forest Lawn een filmlocatie. Onder andere regisseurs Carl Laemmle en Cecil B. DeMille namen hier films op. Een bekende scène die in Forest Lawn is opgenomen is de veldslag uit D.W. Griffith's The Birth of a Nation.

## A
- Harry Ackerman, televisieproducer
- Edie Adams, actrice
- Iris Adrian, actrice
- Philip Ahn, acteur
- Harry Akst, liedschrijver
- Robert Aldrich, filmregisseur
- Steve Allen, komiek, schrijver
- Don Alvarado, acteur, regisseur
- Leon Ames, acteur
- Morey Amsterdam, komiek

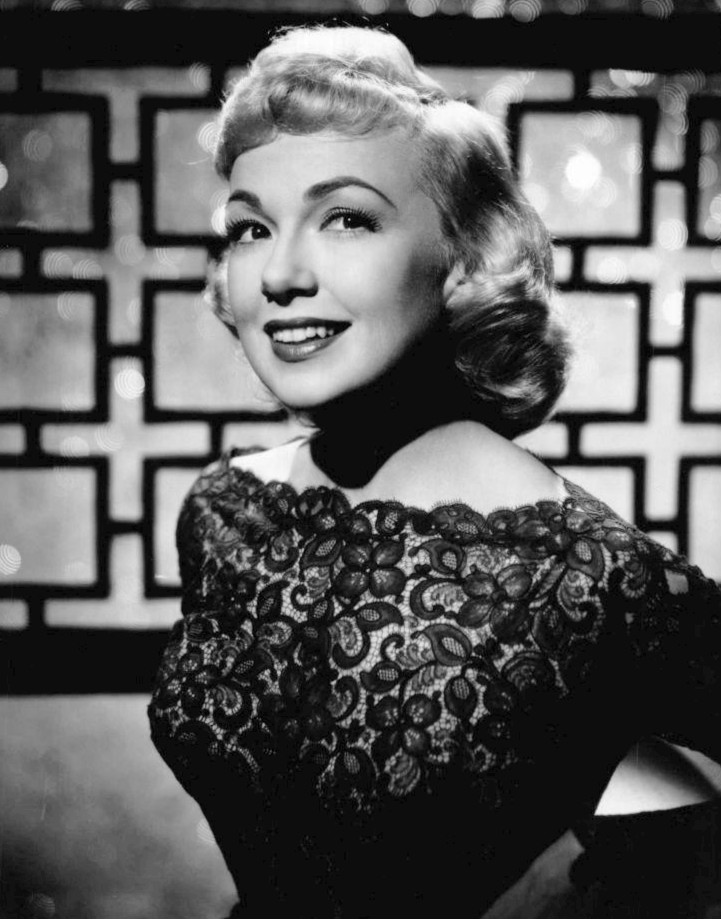
Edie Adams

- Carl David Anderson, winnaar van de Nobelprijs
- Ernie Anderson, televisiepresentator
- Mignon Anderson, actrice
- Lois Andrews, actrice
- Michael Ansara, acteur
- Robert Arthur, film producer
- Matthew Ansara, acteur, bodybuilder
- Gene Autry, zingende cowboy, acteur, eigenaar van de Los Angeles Angels of Anaheim
- Patricia Avery, actrice
- Tex Avery, filmtekenaar
- Ermias Asghedom,Rapper,

## B
- Art Babbitt, film animator
- Lloyd Bacon, filmregisseur
- Parley Baer, acteur
- David Bailey, acteur
- Buddy Baker, componist

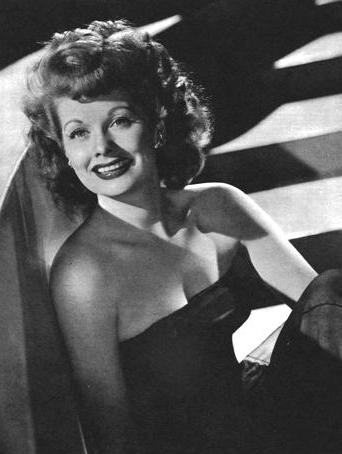
Lucille Ball

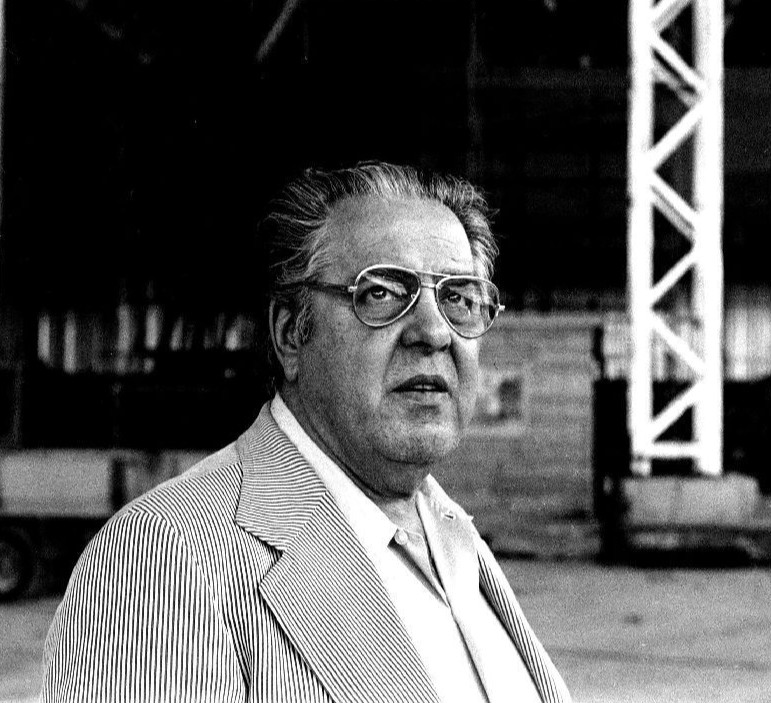
Albert R. Broccoli

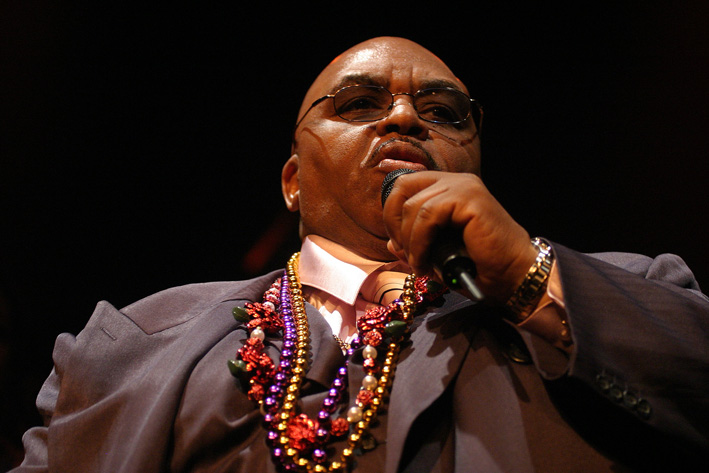
Solomon Burke

- Bonnie Lee Bakley, vermoorde vrouw van Robert Blake
- John Ball, author
- Lucille Ball actrice
- Harry Barris, zanger
- Don "Red" Barry, acteur
- Judith Barsi, actrice
- Clyde Beatty, circus owner
- Noah Beery, Sr., acteur
- Noah Beery, Jr., acteur
- Ralph Bellamy, acteur
- Richard Benedict, acteur, regisseur
- Spencer Gordon Bennet, filmregisseur
- Lamont Bentley, acteur
- Mary Kay Bergman, actrice
- Fred "Rerun" Berry, acteur
- Gus Bivona, musicus
- Willie Bobo, musicus
- Tom Bosley, acteur Happy Days
- Delany Bramlett, musicus
- Mary Brian, actrice
- Pamela Britton, actrice
- Albert "Cubby" Broccoli, filmproducent van de James Bondserie
- Joe Brooks, acteur
- Wally Brown, acteur, komiek
- Edgar Buchanan, acteur
- Mildred Burke, professioneel worstelaar
- Solomon Burke, zanger
- Bartine Burkett, actrice
- Everett G. Burkhalter, politicus
- Smiley Burnette, acteur
- Wally Byam, entrepreneur (memorial)

## C

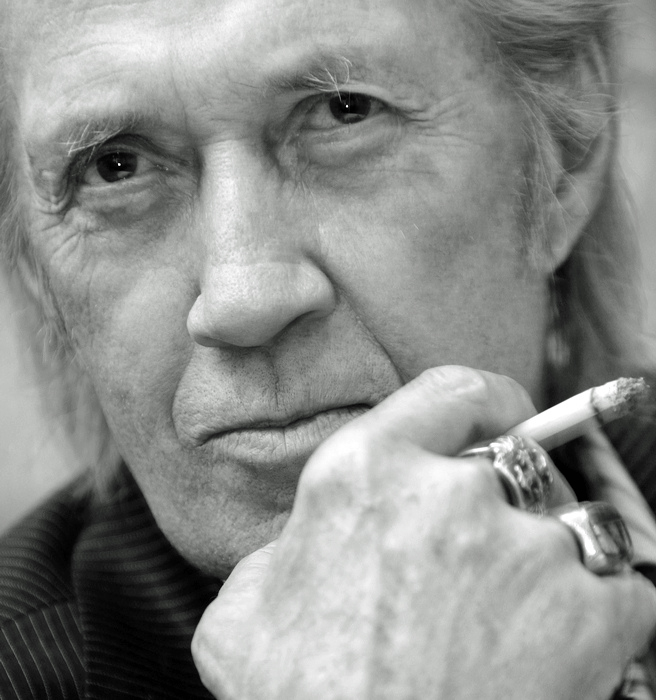
David Carradine

- Godfrey Cambridge, acteur en komiek
- Roy Campanella, Major League Baseball Hall of Famer
- Pete Candoli, musicus
- Stephen J. Cannell, producer
- David Carradine, acteur
- Aaron Carter, zanger en acteur
- Robert Clarke, acteur
- Bill Cody, Jr., acteur
- Nudie Cohn, fashion designer
- Dennis Cole, acteur
- Ray Collins, acteur
- William Conrad, acteur
- Bert Convy, televisiepresentator
- Tara Correa-McMullen, actrice
- Willie Crawford Major League Baseball player
- Gary Crosby, acteur en zanger
- Scatman Crothers, acteur en musicus

## D
- Ken Darby, componist
- Bette Davis, actrice
- Gail Davis, actrice
- Laraine Day, actrice
- Sandra Dee, actrice
- Frank Dekova, acteur
- Reginald Denny, acteur
- Gene de Paul, componist
- Frank DeVol, componist

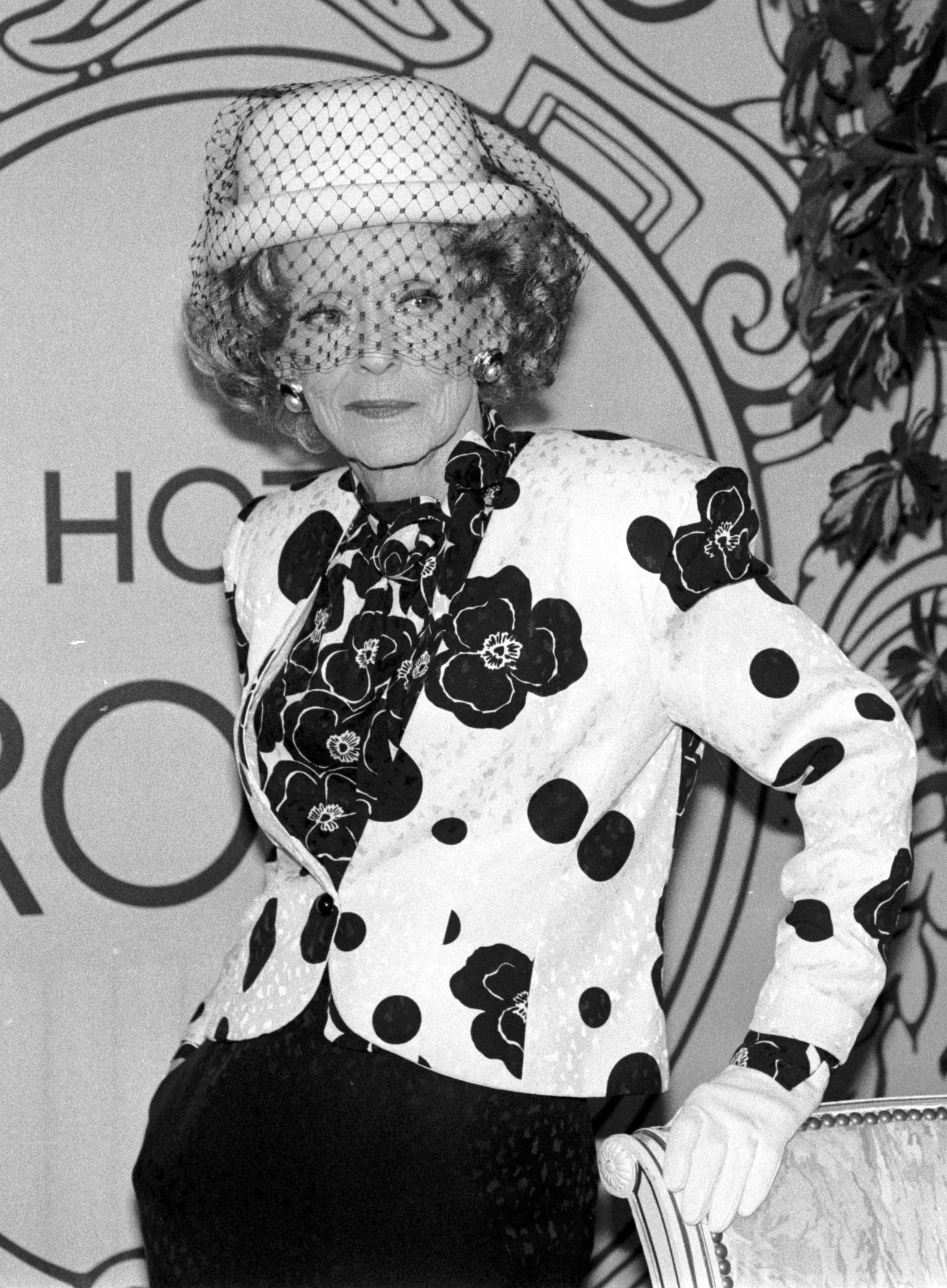
Bette Davis

- Ronnie James Dio, zanger en liedschrijver
- Theodore Dreiser, auteur
- Don Drysdale, Major League Baseball Hall of Famer
- Roy O. Disney, Medeoprichter van The Walt Disney Company; broer van Walt Disney
- George Duke, muzikant, vooral bekend als toetsenist, componist en producent
- Jerry Dunphy, journalist
- Leo Durocher, Major League Baseball Hall of Famer

## E
- Anthony Eisley, acteur
- Josh Ryan Evans, acteur
- Michael Evans, acteur

## F
- Richard Farnsworth, acteur
- Marty Feldman, acteur en komiek
- Carrie Fisher , actrice en schrijfster
- Robert Charles Francis, acteur
- Melvin Franklin, zanger en lid van The Temptations
- Milton Frome, acteur
- Bobby Fuller, zanger

## G

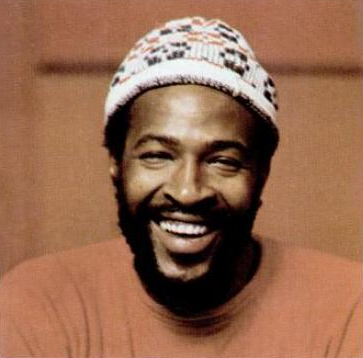
Marvin Gaye

- Marvin Gaye, zanger (gecremeerd hier, as uitgestrooid over de Grote Oceaan)
- Frankie Gaye, zanger, broer van Marvin
- Wally George, aankondiger
- Andy Gibb, zanger
- Hugh Gibb, vader van zangers Barry, Robin, Maurice, en Andy
- Peggy Gilbert, jazzmusicus
- Haven Gillespie componist en tekstschrijver

## H

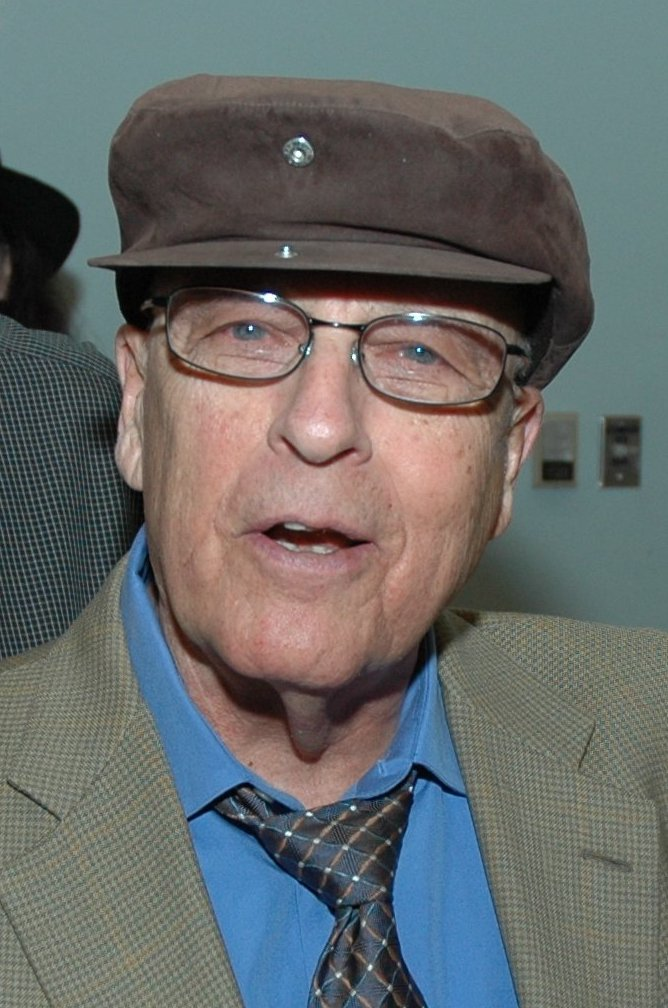
Neal Hefti

- Hard Boiled Haggerty, professioneel worstelaar
- Monte Hale, acteur
- Thomas F. Hamilton, oprichter van de Hamilton Standard propeller company
- Ann Harding, actrice
- Don Hastings, acteur
- Gabby Hayes, acteur
- Neal Hefti, componist voor Batman en The Odd Couple
- Horace Heidt, bandleader
- Jean Speegle Howard, actrice

## I
- Ub Iwerks, filmtekenaar
- Rex Ingram, acteur
- Jill Ireland, actrice

## J
- Michael Jackson (1958-2009), zanger
- Thomas Edward Jackson (1885–1967), acteur
- Al Jarreau (1940-2017), zanger
- Tony Jay, acteur
- Kelly Johnson (1910–1990), luchtvaartechnicus
- Mickey Jones (1941-2018), drummer en acteur

## K

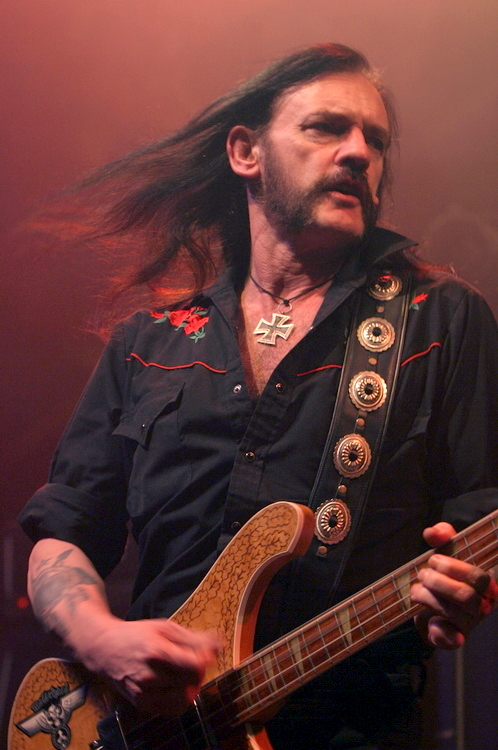
Lemmy Kilmister

- Bob Kane, striptekenaar, bedenker van Batman
- Buster Keaton, acteur en komiek
- Lincoln Kilpatrick, acteur
- Ernie Kovacs, acteur en komiek
- Kay E. Kuter, acteur
- Lemmy Kilmister, zanger en bassist van Motörhead

## L

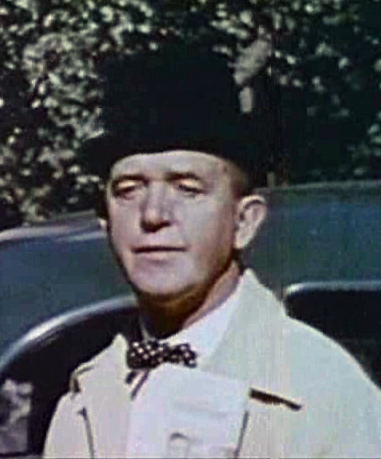
Stan Laurel

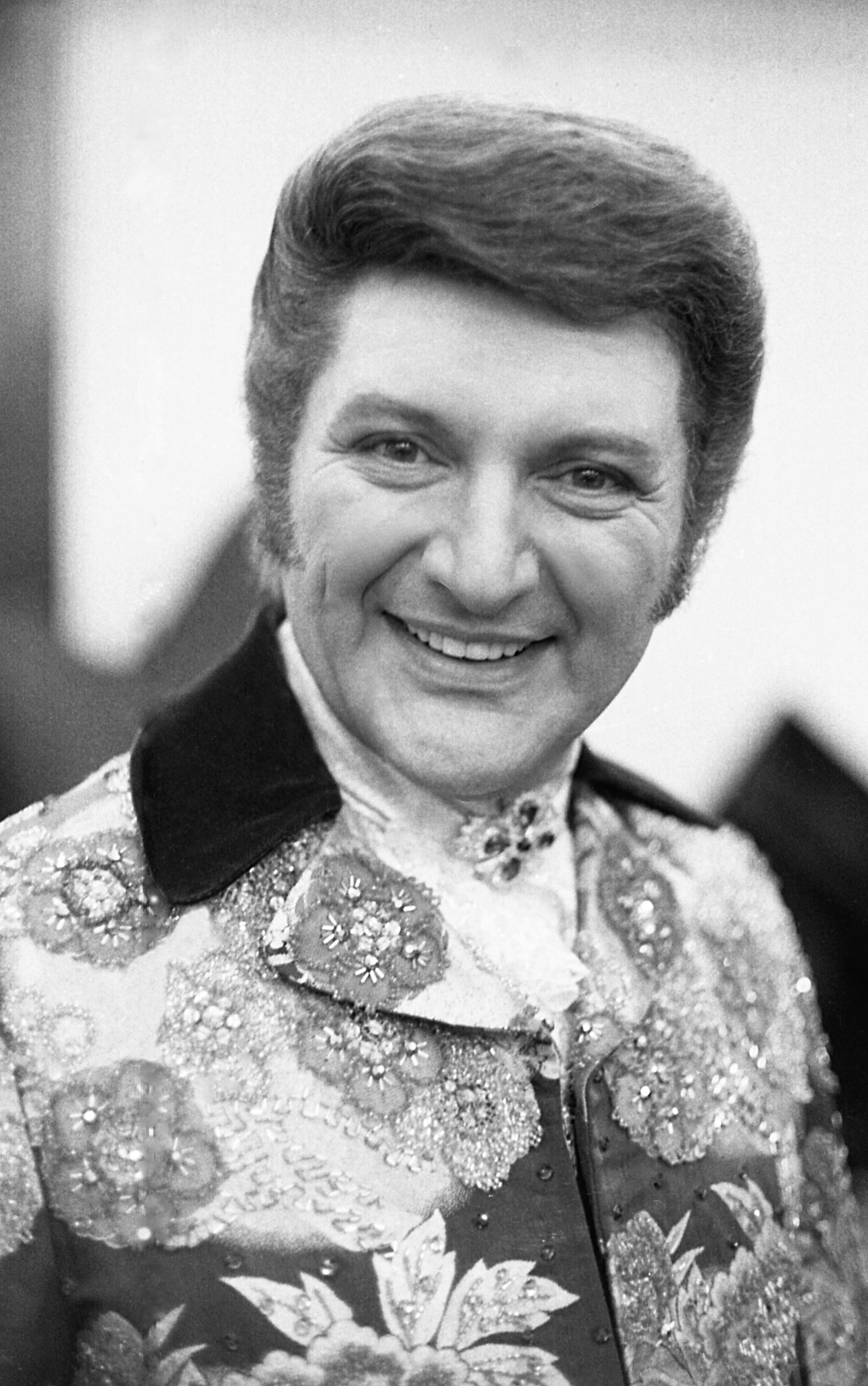
Liberace

- Mildred Lager, pionier op het gebied van gezond voedsel in Los Angeles[1]
- Dorothy Lamour, actrice
- Fritz Lang, filmregisseur
- Grace Lantz, stem van Woody Woodpecker
- Walter Lantz, bedenker van Woody Woodpecker
- June Lang, actrice
- Nicolette Larson, zangeres
- Charles Laughton, acteur
- Stan Laurel, acteur en komiek
- Yvette Lebon, Frans actrice
- Arthur Lee, zanger, liedschrijver, musicus
- Robert Edwin Lee, playwright en tekstschrijver
- Stan Levey, muziekproducer
- George Liberace, acteur en musicus, oudere broer van Liberace
- Liberace, musicus
- Lionel "Curly" Lindon, cinematograaf
- Art Linkletter, radio- en televisiepersoonlijkheid
- Diane Linkletter, daughter of Art Linkletter
- Frederick Llewllelyn, President van Forest Lawn
- Felix Locher, acteur
- Julie London, actrice en zanger
- Louise Lorraine, actrice

## M
- Kenneth MacDonald, acteur
- Harriet E. MacGibbon, actrice

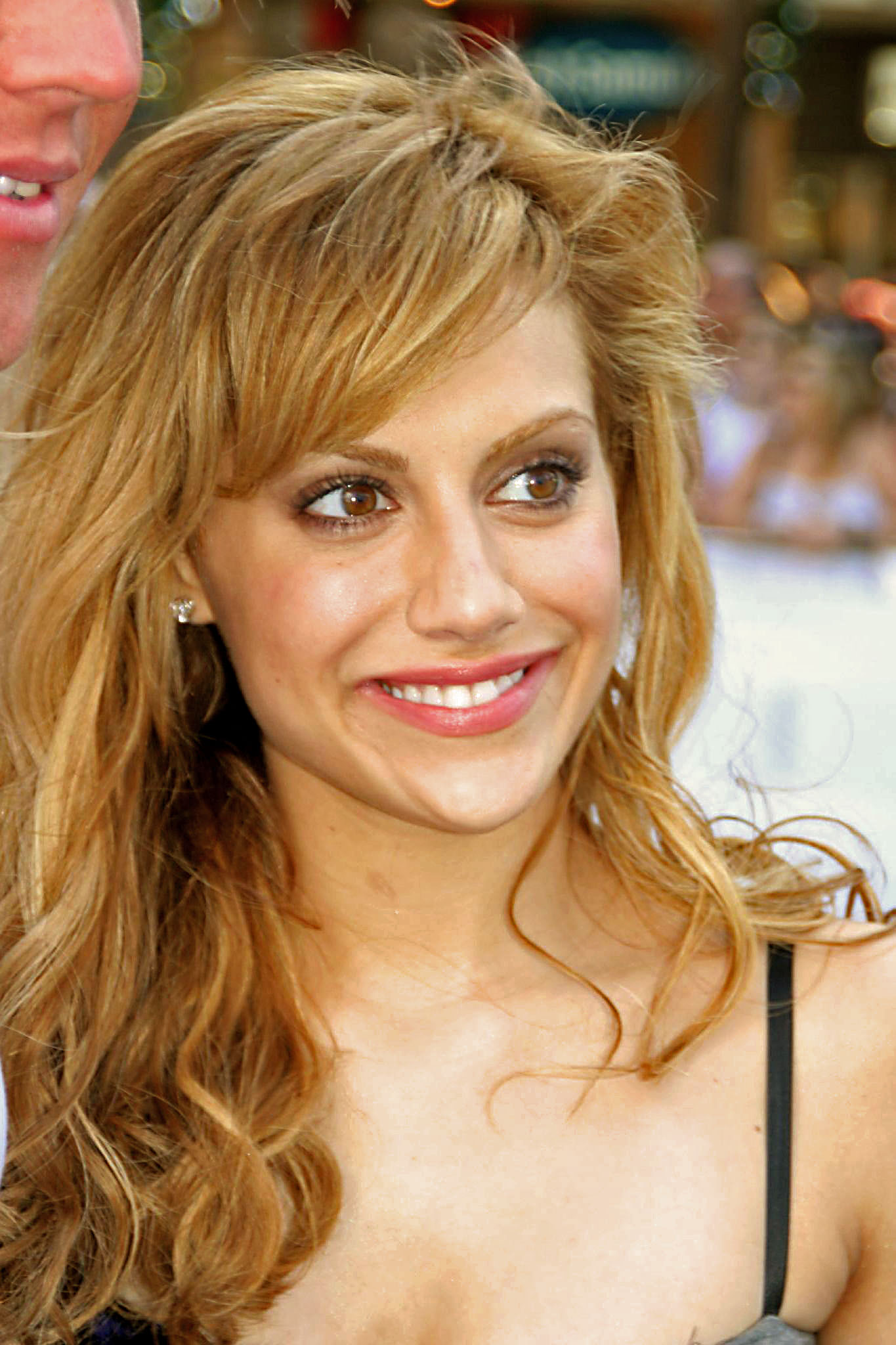
Brittany Murphy

- Teena Marie, zangeres, componist, producer
- Garry Marshall, filmregisseur, -producent en -acteur
- Junius Matthews, acteur
- Pat McCormick, komiek
- Ed McMahon, televisie host
- Jayne Meadows, actrice
- Alphonse Mouzon, drummer, percussionist en acteur
- Brittany Murphy, actrice[2]
- Simon Monjack, producer, scenarioschrijver, echtgenoot van actrice Brittany Murphy
- Burt Mustin, acteur

## N
- Harriet Nelson, actrice

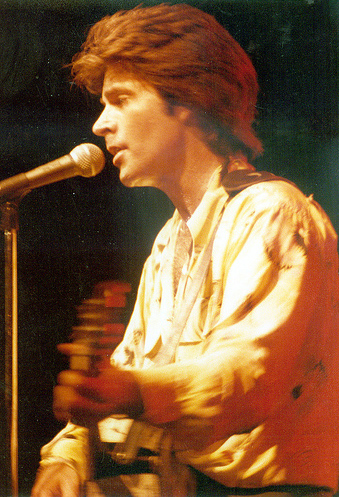
Ricky Nelson

- Ozzie Nelson, acteur en bandleader
- Ricky Nelson, acteur en zanger
- Jack Nimitz, jazz saxophonist

## O
- Orry-Kelly, kostuumontwerper
- Donald O'Connor, acteur, zanger en danser

## P
- Nestor Paiva, acteur
- Joy Page, actrice
- Jean Parker, actrice
- Bill Peet, filmtekenaar
- Freddie Perren, musicus
- Matthew Perry, acteur
- Brock Peters, acteur

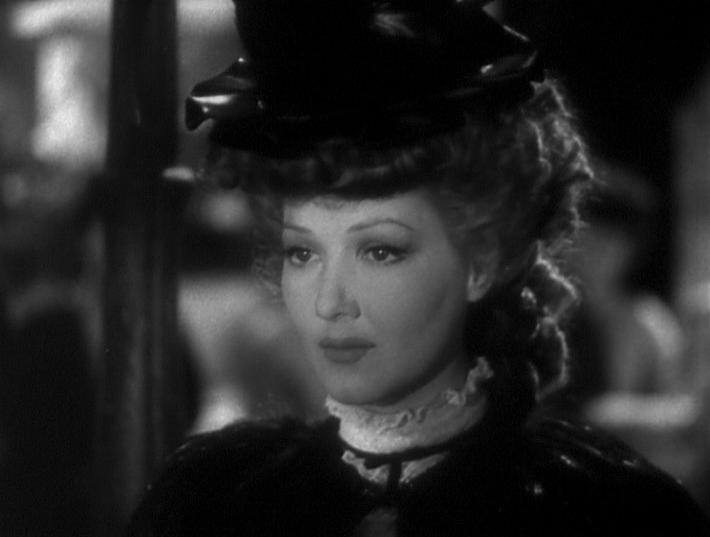
Jean Parker

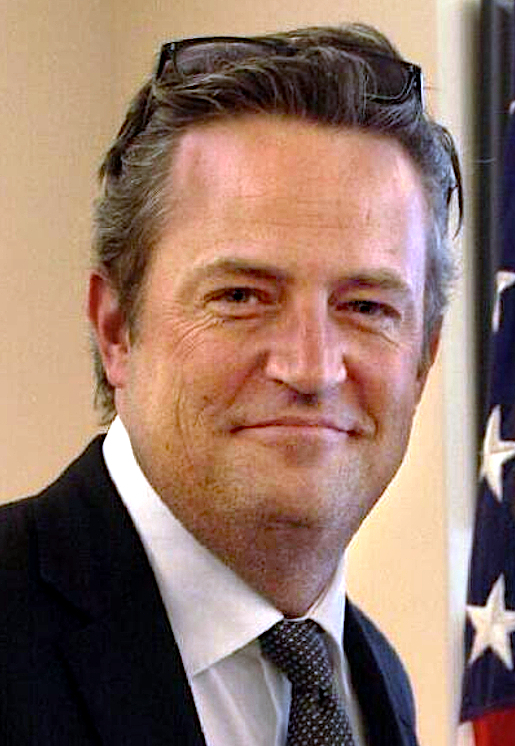
Matthew Perry

- Charles Pierce, acteur en dragqueen
- Tony Pope, stemacteur
- Jeff Porcaro, musicus
- Mike Porcaro, basgitarist
- Freddie Prinze, acteur en komiek
- Paul Walker, acteur en model

## Q-R
- George Raft, acteur
- Amanda Randolph, actrice
- Lillian Randolph, actrice
- Lou Rawls, zanger
- Dorothy Revier, actrice
- Debbie Reynolds, actrice en zangeres
- John Ritter, acteur
- Naya Rivera, actrice en zangeres
- Joe E. Ross, acteur
- Dar Robinson, filmstuntman
- Kasey Rogers, actrice

## S
- Sabu, acteur
- Jack Sahakian, haarstylist & acteur
- Isabel Sanford, actrice
- Telly Savalas, acteur
- Johnny Sekka, acteur
- Reta Shaw, actrice
- Clarice Sherry, actrice
- Phillips Smalley, regisseur, acteur
- Suzanne Somers, actrice en auteur
- Jack Soo, acteur
- Olan Soule, acteur
- Rod Steiger, acteur
- McLean Stevenson, acteur
- Sara Mae Stinchfield Hawk, logopedist
- Glenn Strange, acteur
- Victor Sutherland, acteur
- H.N. Swanson, Hollywood literair agent

## T
- Vic Tayback, acteur
- Elizabeth Taylor, actrice
- Jack Teagarden, musicus
- Frankie Thomas, acteur
- Martha Tilton, zangeres
- André de Toth, filmregisseur

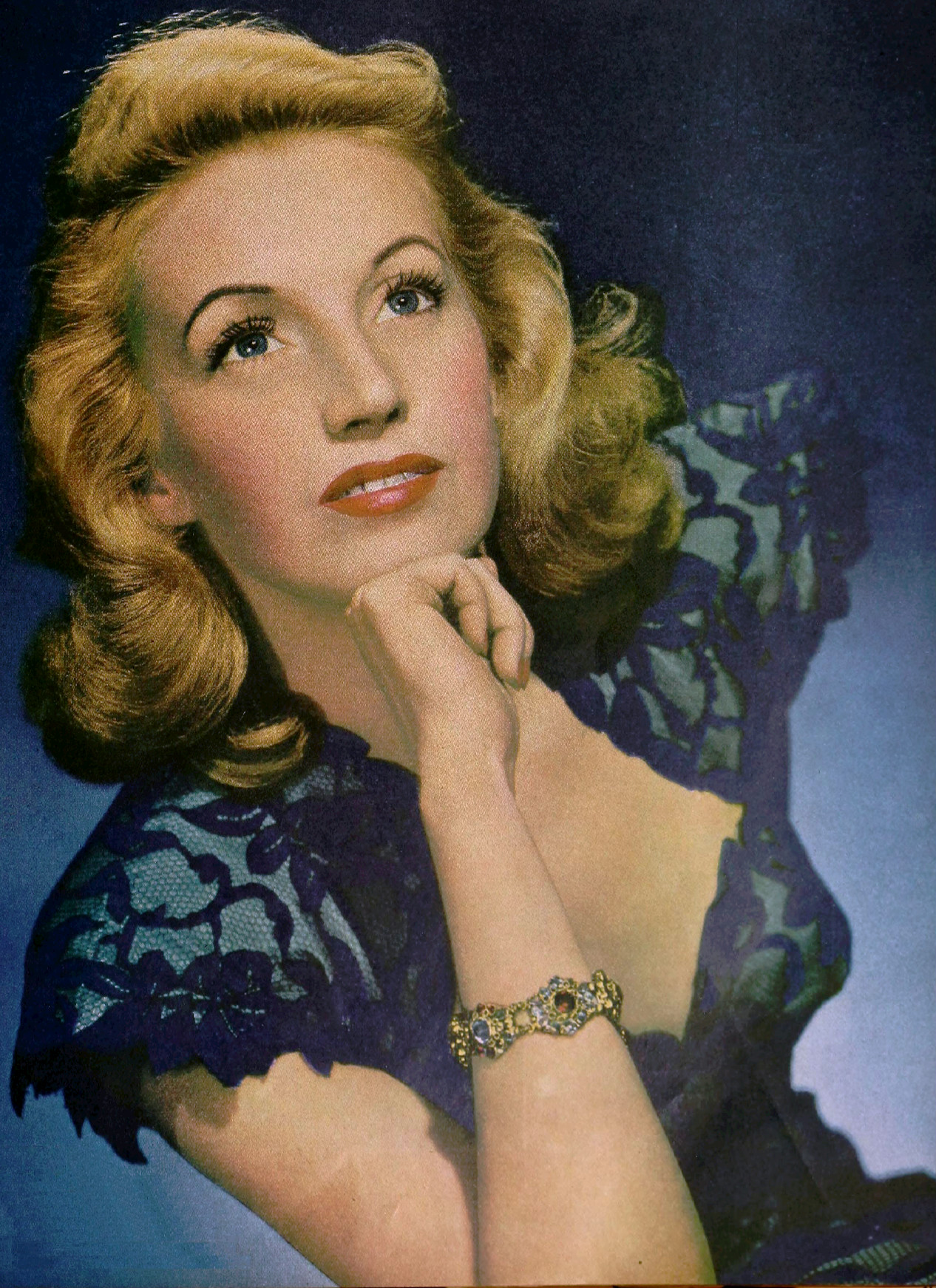
Martha Tilton

- Helen Travolta (1912–1978), John en Ellen Travolta's moeder
- Bobby Troup, televisieacteur, jazzpianist
- Forrest Tucker, acteur

## U-V

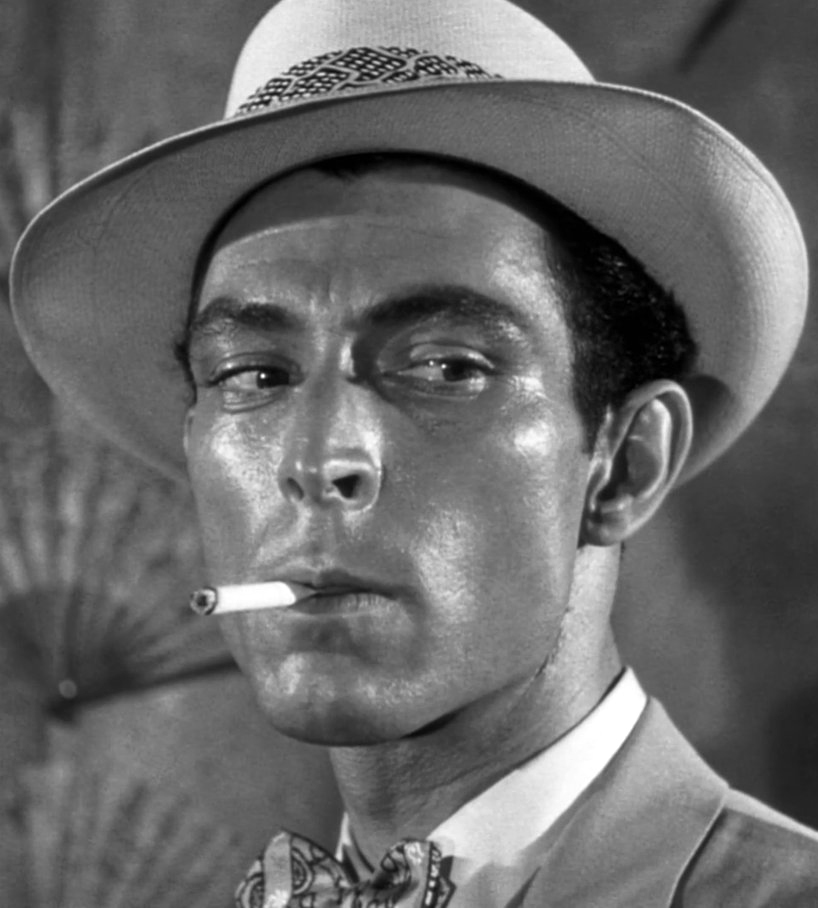
Lee Van Cleef

- Lee Van Cleef, acteur
- Katherine Victor, actrice
- Al Viola, musicus

## W
- Paul Walker, acteur
- Jack Webb, acteur
- Frank Wells, Disney president
- Claire Whitney, actrice
- Fred Willard, acteur en komiek

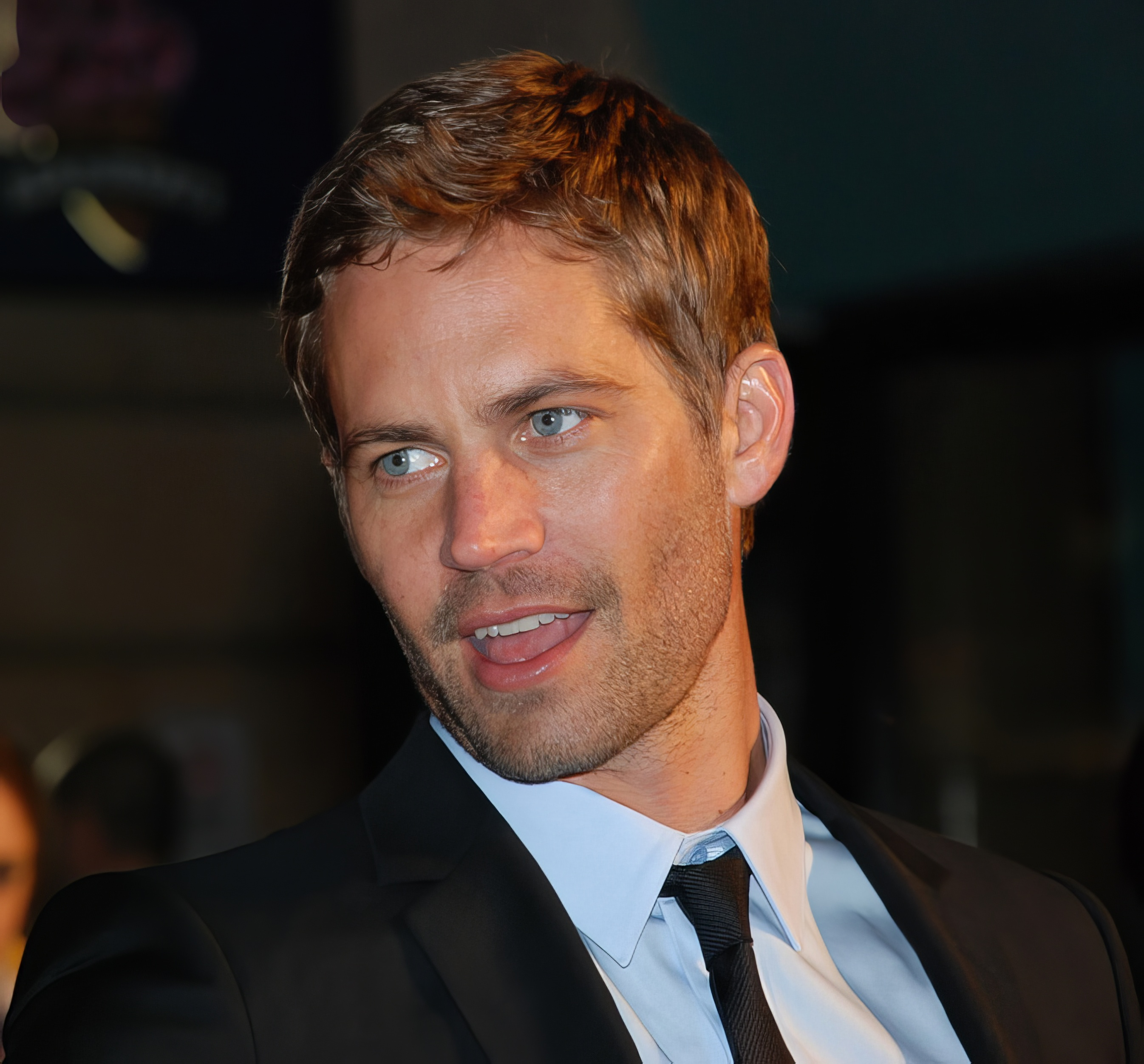
Paul Walker

- Jess Willard, wereldkampioen boksen zwaargewicht
- Bill Williams, acteur
- Sue Williams, actrice en Playboy Playmate
- Vesta Williams, zangeres
- Dick Wilson, acteur
- Marie Wilson, actrice
- Paul Winfield, acteur
- John Wooden, UCLA Bruins men's basketball coach
- George Wright, humanitarian en uitvoerend Vice-President van Forest Lawn
- Hugo Alexander Wilmar Nederlands fotograaf en cineast
- Bill Withers, zanger, songwriter

## X-Y
- Ralph Yearsley, acteur

## Z
- Paul Zastupnevich, kostuumontwerper
- George Zucco, acteur